# Ястребинецький Григорій Аронович
Григорій Аронович Ястребинецький  (нар. 10 березня 1917, Теплик (тепер Теплицький район, Вінницька область) — пом. 9 вересня 2008, Єрусалим, Ізраїль) — радянський педагог, заслужений учитель РРФСР. Член навчально-методичної ради міністерства освіти СРСР, член редакційної колегії всесоюзного журналу «Математика в школі».

## Біографія
Григорій Аронович Ястребинецький, відомий в педагогічних колах Москви математик, народився 1917 року в містечку Теплик, поблизу українських повітових міст Умань, Гайсин, Вінниця, в самому серці довголітньої смуги осілості євреїв України.
Григорій Аронович Ястребинецький навчався на фізико-математичному факультеті Харківського державного університету. Після закінченні навчання, ще до початку німецько-радянської війни він встиг попрацювати в Тернопільській області викладачем математики Кременецького учительського інституту.
На другий день війни Григорій Ястребинецький вже перебував у діючій армії. У боях на Південно-Західному фронті він перебував на передній лінії вогню: командував кулеметною ротою на 3-му Білоруському фронті, де отримав кілька важких поранень, а після перемоги над Німеччиною, на Далекосхідному фронті. За бойові заслуги капітан Григорій Ястребинецький був удостоєний багатьох урядових нагород, включаючи Орден Червоної Зірки.
Після закінчення війни у 1946 році Григорій Аронович повернувся до вчительської професії. У Москві він поєднував роботу вчителя середньої школи з роботою методиста у Ленінському райвідділі народної освіти. Автор посібників з математики для шкіл.
З 1970 року Григорій Ястребинецький — член навчально-методичної ради міністерства освіти СРСР, З 1976 року він — член редакційної колегії союзного журналу «Математика в школі». До п'ятдесятиріччя з дня народження (1967) учитель Григорій Ястребинецький удостоюється ордена Трудового Червоного прапора, а до шістдесятиріччя йому присвоєно почесне звання заслуженого вчителя школи РРФСР.